# Юнсон, Йилл
Йилл Анна Мария Юнсон (северносаам. Jill Anna Maria Johnson; род. 24 мая 1973, Энгельхольм, Швеция) — шведская поп- и кантри-певица, автор песен и автор-исполнительница. В 1996 выпустила дебютный студийный альбом «Sugartree». В 1998 представляла Швецию на песенном конкурсе «Евровидение» с песней «Kärleken är».

## Биография
Йилл Юнсон родом из маленького городка Энгельхольм в юго-западной части Швеции. В четыре года она решила, что хочет стать артисткой, стремление к чему очень вдохновил её местный руководитель хора. В 12-летнем возрасте она начинала как вокалистка в группе «Country & Western», «Tomboola», гастролируя в Норвегии и Дании. Она подписала контракт с EMI-Medley в Дании и записала альбом, спродюсированный топ-продюсером Полом Бруном. В 1996 году она выпустила первый шведский хит «Kommer tid, kommer vår» в дуэте с Яном Юхансеном.
В 1998 году она исполнила песню «Kärleken är» на Melodifestivalen, выиграв финал, и стала представлять Швецию на Евровидении. Её альбом «När hela världen ser på» имел успех у слушателей.

## Дискография
- Sugartree (1996)
- När hela världen ser på (1998)
- Daughter of Eve (2000)
- Good Girl (2002)
- Roots and Wings (2003)
- Being Who You Are (2005)
- The Christmas in You (2005)
- The Woman I’ve Become (2006)
- Välkommen jul (2007)
- Music Row (2007)
- Baby Blue Paper (2008)
- Music Row II (2009)
- Flirting with Disaster (2011)
- A Woman Can Change Her Mind (2012)
- Duetterna (2013)
- Songs for Daddy (2014)
- In Tandem (с Дагом Сигерсом, 2015)
- For You I’ll Wait (2016)
- Tolkningarna — Så mycket bättre säsong 7 (2016)
- Christmas Island (2017)